# ファミスタブロック崩し
『ファミスタブロック崩し』（ファミスタブロックくずし）は、ナムコ（後のバンダイナムコゲームス）が2004年12月からiアプリ及びS!アプリで配信しているブロックくずしゲーム。
同社の野球ゲーム・ファミスタシリーズのスピンオフ作品。2005年には、EZアプリを含む3キャリアでファミスタモバイルのミニアプリとして『ファミスタブロック崩しDX』が配信されていたが、2007年3月31日に配信を終了している。

## 概要
通常のブロック崩しが単にボールをバーへ当てれば良いのに対し、本作ではプレイヤー・野球くんを操作してボールをタイミング良くバットで打ち返す操作が求められる。また、野球くんは「0」ボタンを押すことで右打ちと左打ちを変更可能で、打席によってボールを打ち返した際の向きを調整することが可能な点も特徴（ボールは必ずバットで打ち返さなければならない訳ではなく、セーフティーバント状態のバットに当てたり体に当ててデッドボールにした場合でも跳ね返る）。
全50ステージで構成されており、人工芝・天然芝・土と3種類のフィールドそれぞれにボールのバウンドやスピードに相違が有る。また、ボールを当てると「ヒット」「二塁打」「三塁打」「ホームラン」いずれかで止まるルーレットで塁上に溜まって行くランナーをホームへ返すごとにボーナス点が入ったり、フィールド上に野手が待機している野手が打ち返したボールを捕球して投げ返して来るなどの演出も用意されている。また、プレイヤーがオリジナルステージを作成することも可能で、最大5面まで保存することが出来る。

## アイテム
- バット - ボールがブロックを貫通する炎の打球になる。
- メガホン - 野球くんのサイズが大きくなり、ボールを跳ね返しやすくなる。
- Pドリンク - ブロックを壊せる衝撃波を発射可能になる。
- 磁石 - セーフティーバント状態でバットをボールにくっつけて好きな場所で発射出来る。
- グローブ - ボールをドラムに当てなくてもスロットを回転させられる。
- 審判 - 取ると無条件でステージクリアとなる。1面につき1回しか出ない。